# Dannäs kyrka

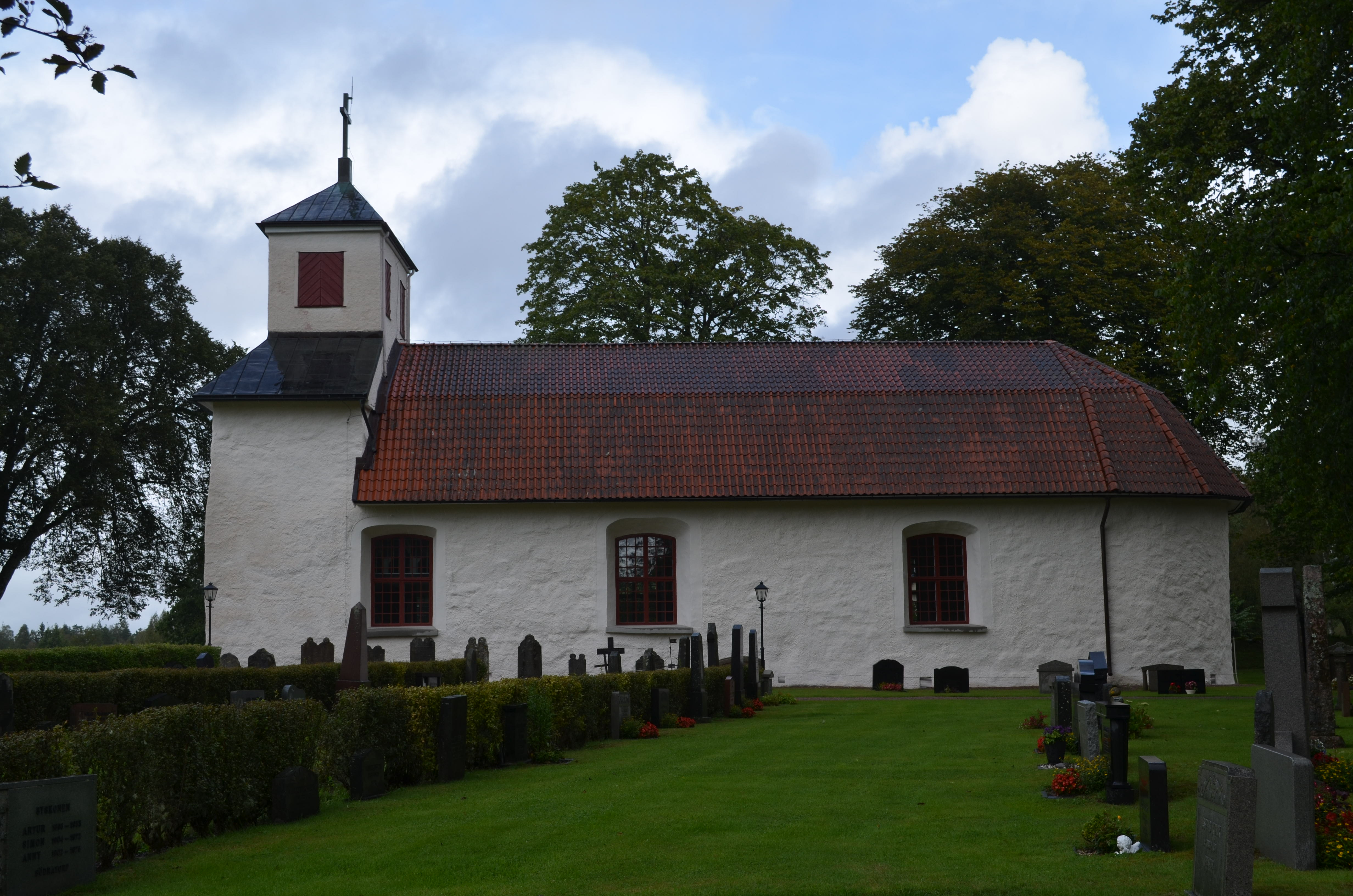
Dannäs kyrka

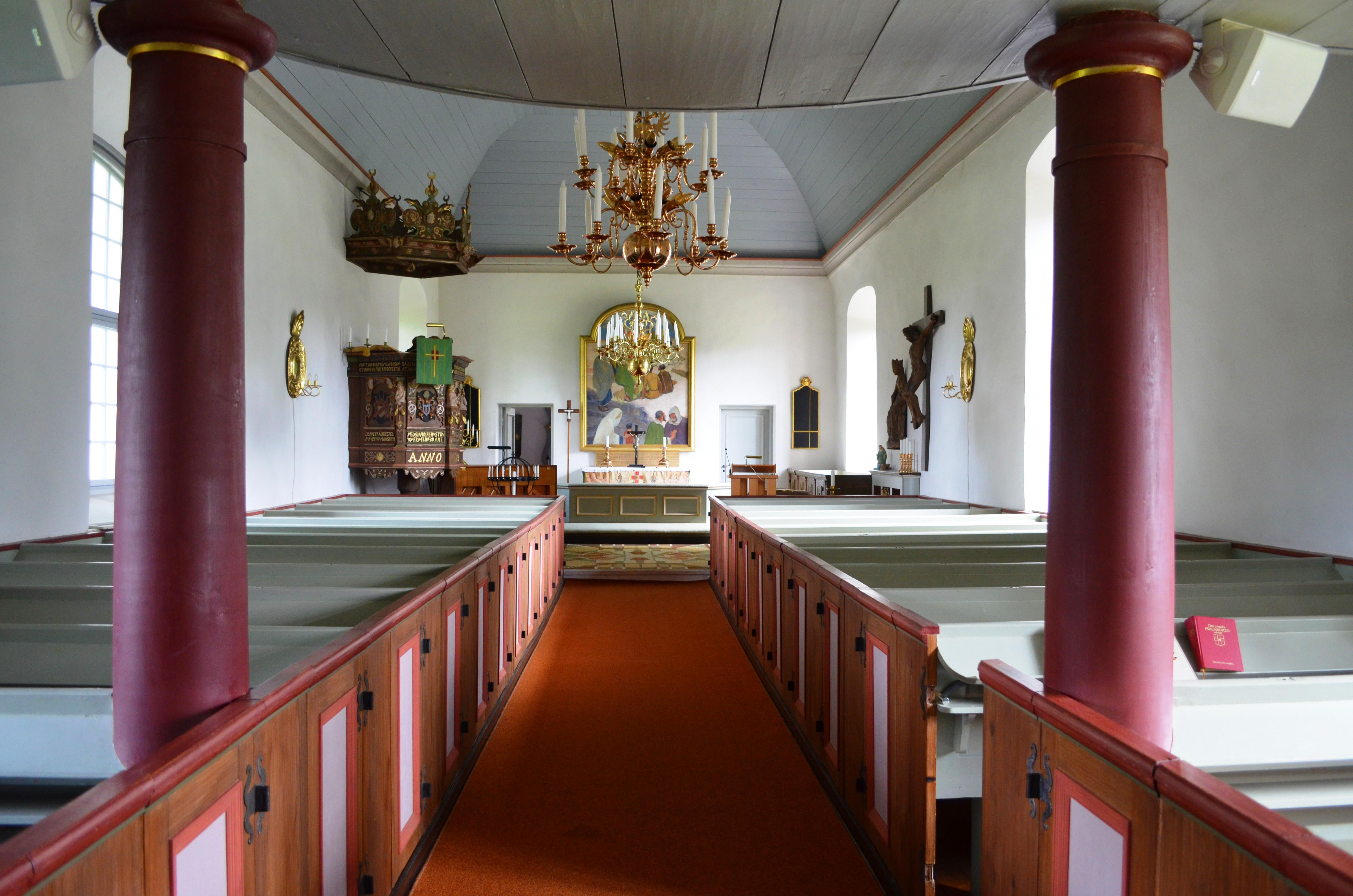
Dannäs kyrkas kyrkosal

 Dannäs  kyrka en kyrkobyggnad som tillhör Forshedabygdens  församling i Växjö stift. 

## Kyrkobyggnaden
Kyrkan anses uppförd under 1200-talet. Delar av de medeltida murarna ingår i långhusets södra och norra vägg. 
Tornbyggnaden tillkom 1813, samtidigt som långhusets västra del utökades. Detta innebar att kyrkan som tidigare endast var 13 meter lång erhöll dubbel storlek. En större restaurering ägde rum 1888. 
1942 revs vapenhuset i väster, ingången i söder murades igen. Kyrkan fick därigenom sitt nuvarande utseende bestående av ett rektangulärt långhus med en avslutande korvägg och bakomliggande sakristia i öster och torn med huvudingång i väster.
I tornets lanternin finns två klockor. Lillklockan göts 1751, storklockan 1783. 

## Inventarier
- Altartavlan tillkom 1942.Den är ett verk av konstnären Olle Hjortzberg med motivet:Bergspredikan.
- Triumfkrucifix utfört i ekträ under 1500-talet.
- Dopfunt av granit daterad till 1200-talet. Ett verk av regional verkstad.
- Madonnabild av lövträ från 1400-talet.
- Predikstol i barock är tillverkad 1642.
- Sluten bänkinredning från 1600-talet.

### Orgel
- 1927 byggde Gebrüder Rieger, Jägerndorf, Tjeckoslovakien, en orgel med tolv stämmor.
- Dagens orgel tillverkades 1977 av J. Künkels Orgelverkstad. Den har sju stämmor fördelade på två manualer och pedal. Orgeln är mekanisk och det finns plats för att sätta in ytterligare fem stämmor. Fasaden har bibehållits från 1927 års orgel.

| Huvudverk I  | Svällverk II      | Pedal      | Koppel |
| Gedackt 8’   | Blockflöjt 8’     | Subbas 16’ | I/P    |
| Principal 4’ | Täckflöjt 4'      |            | II/P   |
| Rörflöjt 4’  | Crescendosvällare |            | II/I   |
| Waldflöjt 2’ |                   |            |        |

### Webbkällor
- Forshedabygdens förs.  Dannäs kyrka
- Dannäs socken
- Riksantikvarieämbetet,   Dannäs kyrka
- Historiska museet:bildvärld 910712F1
- Historiska museet:bildvärld 910712S1
- Historiska museet:bildvärld 910712S2
- Wikimedia Commons har media som rör Dannäs kyrka.